# Akademie Ländlicher Raum Rheinland-Pfalz
Die Akademie Ländlicher Raum Rheinland-Pfalz wurde im Jahre 2008 von Hendrik Hering, Staatsminister im Ministerium für Wirtschaft, Verkehr, Landwirtschaft und Weinbau Rheinland-Pfalz gegründet und organisiert Schulungsveranstaltungen, Workshops, Tagungen und Exkursionen zur Unterstützung der Akteure in den ländlichen Räumen von Rheinland-Pfalz. Dabei ist es das Ziel, engagierte Frauen und Männer bei ihren Entwicklungsprozessen in den Gemeinden und Regionen zu unterstützen – durch die Aufbereitung von Wissen und besten Beispielen für die überwiegend ehrenamtliche Arbeit.
In den Jahren 2009 und 2010 wurden achtzehn Schulungen oder Tagungen zu verschiedenen Themen von flexiblen Nahverkehrskonzepten über ländlichen Tourismus bis zu Kulturlandschaftsentwicklung oder Bodenordnung angeboten. Ergänzt wurden die Veranstaltungen durch Workshops zur Nachbarschaftshilfe in der Dorfgemeinschaft oder zu Gründungsprozessen sowie durch einen Ausbildungslehrgang für Limes-Cicerones. Im Jahr 2011 wird unter anderem eine Veranstaltung für die Jugend im ländlichen Raum stattfinden, die auf die Arbeit der letzten Jahre aufsetzt. Die Akademie Ländlicher Raum ist dabei nicht an einen festen Ort gebunden, sondern zieht als wandernde Akademie in die Regionen. Organisiert werden die Veranstaltungen von den Dienstleistungszentren Ländlicher Raum (DLR) – Landesbehörden für Landwirtschaft, Weinbau, Landentwicklung und Bodenordnung. Die Akademie Ländlicher Raum Rheinland-Pfalz hat eine kleine Geschäftsstelle beim Dienstleistungszentrum Ländlicher Raum Rheinhessen-Nahe-Hunsrück in Simmern/Hunsrück und ist engagiert im Europäischen Bildungsforum für ländliche Entwicklung.